# Boris Wladimirowitsch Gnedenko
Boris Wladimirowitsch Gnedenko (russisch Борис Владимирович Гнеденко; * 1. Januar 1912 in Simbirsk; † 27. Dezember 1995 in Moskau) war ein russischer Mathematiker, der sich mit Wahrscheinlichkeitstheorie befasste.

## Leben
Gnedenko hat ukrainische Wurzeln. Er begann mit 15 Jahren an der Universität Saratow zu studieren (mit der Empfehlung des Kultusministers Lunatscharski) und machte dort 1930 seinen Abschluss. Danach lehrte er am Textilinstitut in Iwanowo. 1934 kam er mit einem Stipendium an die Lomonossow-Universität in Moskau, wo er bei Andrei Kolmogorow und Alexander Chintschin studierte, mit denen er sich auch befreundete. 1937 wurde er mit einer Arbeit über unbegrenzt teilbare Verteilungen promoviert (Kandidat der Wissenschaft). 1942 habilitierte er sich und wurde Professor in Moskau. Ab 1945 war er am Mathematischen Institut der ukrainischen Akademie der Wissenschaften. Ab 1960 war er wieder Professor in Moskau (Fakultät für Mathematik und Mechanik), was er bis zu seinem Tod blieb. Alexander Orlow war einer seiner Schüler.
Gnedenko war einer der führenden Mitglieder der russischen Schule der Wahrscheinlichkeitstheorie und Statistik. Er widmete sich auch den Anwendungen für die industrielle Massenproduktion.
Gnedenko interessierte sich für die Geschichte der Mathematik auf seinem Gebiet, und er förderte wissenschaftshistorische Arbeiten. Er schrieb auch eine Geschichte der Mathematik in Russland (1942) und mit Oscar Sheynin den Abschnitt über die Geschichte der Wahrscheinlichkeitstheorie in der Mathematikgeschichte von Andrei Kolmogorow und Adolf Pawlowitsch Juschkewitsch (1992).
1958 war er Invited Speaker auf dem Internationalen Mathematikerkongress in Edinburgh (Limit theorems of probability theory).
Er war Mitglied der Ukrainischen Akademie der Wissenschaften.

## Schriften
- Sur la distribution limite du terme maximum d'une serie aleatoire. Annals of Mathematics. 1943, S. 423–453.
- mit Andrei N. Kolmogorov: Grenzverteilungen von Summen unabhängiger Zufallsgrößen. 2. Auflage. Akademie Verlag, Berlin 1960.
- mit Wladimir S. Koroljuk und Jekaterina L. Juščenko: Elemente der Programmierung. Teubner, Leipzig 1964.
- mit Juri K. Beljajew und Alexander D. Solowjew: Mathematische Methoden der Zuverlässigkeitstheorie. Akademie Verlag, Berlin 1968.
- mit Ihor Kowalenko: Einführung in die Bedienungstheorie. Akademie Verlag, Berlin 1971.
- mit Alexander J. Chintschin: Elementare Einführung in die Wahrscheinlichkeitsrechnung. 12. Auflage. Deutscher Verlag der Wissenschaften, Berlin 1983.
- Lehrbuch der Wahrscheinlichkeitstheorie. 10. Auflage. Verlag Deutsch, Thun / Frankfurt am Main 1997, ISBN 3-8171-1531-8.